# Chanavayita
Chanavayita es una localidad costera de la región de Tarapacá perteneciente a la comuna de Iquique. Tiene una población de 603 habitantes.

## Descripción
Chanavayita está ubicada a 59 kilómetros al sur de la ciudad de Iquique, a un costado de la Ruta 1. Es una zona altamente turística, sobre todo en verano cuando aumenta considerablemente su población, por lo que cuenta con restaurantes, casas de veraneo y alojamiento. Es reconocida por su balneario bañado por aguas color esmeralda, apta para la natación y la práctica de deportes náuticos. La pesca artesanal es también una importante actividad económica desarrollada en la caleta del sector.
La localidad cuenta con una escuela (Escuela Caleta Chanavayita), una Iglesia católica (Parroquia María Estrella del Mar) inaugurada en 1993 y que en 2021 fue elevada a parroquia, una posta rural inaugurada en 2019 y una compañía de bomberos.

## Demografía
La localidad, según el censo de 2017, posee una población de 603 habitantes, de los cuales 333 son hombres y 270 son mujeres. Para 2005 la población total era de 434 habitantes. El grueso de sus pobladores autóctonos pertenencen a la etnia changa, habitantes de la zona desde la época precolombina.